# Assemblée des régions d'Europe
Pour les articles homonymes, voir ARE.
 (avril 2009).
Si vous disposez d'ouvrages ou d'articles de référence ou si vous connaissez des sites web de qualité traitant du thème abordé ici, merci de compléter l'article en donnant les références utiles à sa vérifiabilité et en les liant à la section « Notes et références ».
L'Assemblée des régions d'Europe (ARE) est le plus large réseau indépendant de régions dans la grande Europe. Forte de plus de 250 membres issues de 35 pays et 16 organisations interrégionales, l'ARE est la voix politique de ses membres et un forum de coopération interrégionale.

## Historique
Le 15 juin 1985, à Louvain-la-Neuve, en Belgique, 47 régions et 9 organisations interrégionales fondent le Conseil des régions d'Europe (CRE), qui lors de sa seconde réunion générale, en novembre 1987 à Bruxelles, prend le nom d'Assemblée des régions d'Europe.

## Définition de «région»
Selon les statuts de l'ARE, le terme « région » fait en principe référence à une autorité territoriale existant immédiatement après le gouvernement central, et possédant sa propre représentation politique sous la forme d’une assemblée régionale élue.

## Les priorités de l'ARE pour 2007-2012
- Promouvoir la modernisation et l’internationalisation de la gouvernance régionale
- Promouvoir l’innovation, la croissance, et l’emploi dans les régions d'Europe
- Répondre aux défis actuels que sont le changement démographique, la migration, la santé et l’exclusion sociale
- Contribuer au développement durable et combattre la dégradation environnementale
- Développer la démocratie par la diversité, et promouvoir la diversité dans la culture, les médias et l'éducation
- Créer un environnement sûr pour les citoyens

## Organes décisionnels

### L'assemblée générale
L'assemblée générale se compose des représentants politiques des régions membres. Elle décide de la stratégie politique de l'ARE, vote le budget, la création de commissions ou missions spécifiques, ratifie l'adhésion de nouveaux membres, etc. Elle élit le Président de l'ARE et les membres du Bureau pour deux ans ainsi que le secrétaire général pour cinq ans.

### Le bureau
Le bureau prend toutes les décisions nécessaires au bon fonctionnement de l'organisation entre les réunions de l'assemblée générale et coordonne les travaux des commissions thématiques. Il se réunit au moins deux fois par an. Ses membres sont élus par l'assemblée générale sur proposition des régions membres. Il comprend au moins un représentant de région par État représenté au sein de l'ARE. 
Deux commissions permanentes sont directement liées à cet organe :
- La commission permanente aux affaires institutionnelles qui s’attache à faire respecter les principes fondamentaux de subsidiarité, bonne gouvernance et démocratie régionale
- La commission permanente à la surveillance continue et à l’évaluation qui s’attache à faire respecter les priorités définies dans le plan stratégique.

### La présidence
Le président, les trois vice-présidents, le vice-président trésorier et les présidents de chaque commission forment la présidence. Dans l'intervalle des réunions du bureau et par délégation, celle-ci peut se réunir et prendre des décisions qui seront ensuite portées à la connaissance du bureau.

## La structure des différentes commissions

### Commission 1: Économie et développement régional
Développement économique et régional, emploi et société de la connaissance, environnement, énergie, développement rural/agriculture et infrastructure, tourisme.

### Commission 2: Politique sociale et santé publique
Politique sociale, égalité des chances, changements démographiques, santé publique et plans d’urgence.

### Commission 3: Culture, éducation et jeunesse
Culture, éducation et formation, jeunesse, média et technologies de l’information, coopération interrégionale et internationale.

### Les sous-commissions
Les présidents des différentes commissions se chargent de créer des sous-commissions s’ils les estiment nécessaires pour le travail de la commission tout au long de son mandat et cela pour un minimum de deux ans.

### Les groupes de travail
Ce sont des organes temporaires, formés ad-hoc, selon les nouvelles problématiques apparaissant dans le contexte des activités de la commission.

## Les Programmes de l'ARE

### Eurodyssée
Eurodyssée est un programme interrégional visant à améliorer les chances des jeunes Européens à intégrer le marché du travail en leur offrant la possibilité d'acquérir une expérience professionnelle à l'étranger.

### Université d’été
Forum d'échanges de connaissances et d'expériences dans le domaine du développement régional en Europe.

### Université d’été des jeunes
Elle rassemble des jeunes âgés de 18 à 24 ans venus des quatre coins d'Europe pour y échanger des expériences sur des sujets d'intérêt commun et soutenir leur engagement dans le développement régional.

## Le mouvement ARE«Subsidiarité est un mot»
Pour l'ARE, le respect du principe de subsidiarité commence par la reconnaissance du mot, et la reconnaissance du mot commence grâce au mouvement « subsidiarité est un mot ». Lancé en mai 2008, ce mouvement mondial de l'ARE demande la reconnaissance du mot par les dictionnaires et par l'influent correcteur d'orthographe de Microsoft Word. Le mouvement a déjà permis l'inclusion du mot dans de nombreux dictionnaires dans toute l'Europe. Cependant, un obstacle majeur à sa reconnaissance mondiale demeure: Microsoft qui continue à ignorer les demandes de l'ARE[réf. nécessaire].
Grâce à la création d'une chaîne YouTube et d'un groupe « Subsidiarité est un mot » sur Facebook, on peut faire connaissance avec Monsieur Subsidiarité. À ce jour, le super héros a tenté d'escalader sans filet un immeuble à Bruxelles, a été arrêté et mis en prison sans motifs, a établi un nouveau record du monde afin d'amener le plus de personnes possibles (plusieurs milliers) à scander le mot « subsidiarité », et s'est fait hospitaliser après avoir participé à la traditionnelle compétition de plongeon de haut-vol du vieux pont de Mostar, en Bosnie-Herzégovine.